# Rinuncia legale alla paternità biologica
Il diritto alla rinuncia legale a diritti e doveri legati alla paternità biologica è un tema particolarmente controverso e dibattuto in ambito legale e sociale. Nel mondo anglosassone si parla al proposito di “Paper abortion”, “financial abortion”, “male abortion” o “statutory abort”.
Tale diritto fa riferimento alla possibilità del padre biologico di rinunciare a ogni diritto, privilegio e responsabilità - compreso il supporto finanziario - verso il figlio.
In nessun paese al mondo esiste una normativa specifica che consenta al padre biologico di rinunciare alla paternità senza il consenso della madre. In alcuni paesi, la legge prevede che un uomo possa essere obbligato a sottoporsi a test della paternità in caso di contestazione della stessa. In questi casi, si afferma che i diritti e doveri legati alla paternità sono di interesse pubblico e non possono essere negoziati privatamente. Altra motivazione risiede nel fondamentale diritto alla conoscenza della propria identità genetica da parte del figlio.
Tra i diritti e i doveri legati alla paternità rientrano il dovere di fornire supporto finanziario ai figli e il diritto a stabilire un rapporto con il figlio e a partecipare alle decisioni importanti riguardanti la sua vita, come la scelta della scuola o delle cure mediche
Mentre le donne hanno il diritto di decidere se continuare o meno una gravidanza, con la possibilità di ricorrere all’aborto, gli uomini non hanno alcun diritto di optare per la rinuncia alla paternità dopo aver concepito un bambino. In altre parole, se una donna rimane incinta, può scegliere liberamente se mantenere il bambino o meno, mentre l’uomo non ha alcuna opzione simile.
Questa disparità di trattamento tra i sessi porta a ingiustizie situazioni di sfruttamento per gli uomini, che possono essere costretti a pagare alimenti per un figlio non voluto (anche quando l'indisponibilità a pagare gli alimenti venga manifestata all'interno dei termini entro i quali la madre potrebbe, in conseguenza della manifestata indisponibilità, scegliere liberamente se interrompere la gravidanza) o essere privati della possibilità di costruire la propria vita in modo indipendente.

## Studi e proposte di legge
Nel 2016, il partito liberale svedesei, ha presentato una proposta di legge al parlamento per introdurre il diritto alla rinuncia legale alla paternità per il padre biologico. La proposta ha ricevuto un ampio consenso dalla comunità internazionale per i diritti riproduttivi e ha portato alla creazione di un movimento per la parità di genere nei diritti riproduttivi.
Uno studio sul tema è stato pubblicato nel 2015 sulla rivista Child and Family Law Quarterly dal titolo Pre-birth relinquishment of parental responsibility: a legal and socail analysis. Lo studio esamina la questione della rinuncia legale alla paternità analizzando sia la legislazione inglese che quella di altri paesi. Lo studio discute anche le implicazioni sociali e psicologiche di tale rinuncia.
Un altro studio è stato pubblicato nel 2018 sulla rivista Journal of Social Welfare and Family Law dal titolo Pre-birth relinquishment of parental responsibility: a comparative analysis of legal frameworks. Lo studio esamina la questione della rinuncia legale alla paternità in diversi paesi, tra cui il Regno Unito, gli Stati Uniti, la Germania e l’Australia. Analizza le differenze tra le legislazioni e discute le implicazioni della rinuncia alla paternità sulla protezione dei diritti del bambino.